# Молох (фільм)
«Молох» (рос. «Молох», нім. «Moloch») — кінофільм-драма 1999 року російського кінорежисера Олександра Сокурова німецькою мовою. Перший в тетралогії «Молох» — «Телець» — «Сонце» — «Фауст».

## Зміст
У фільмі описується один день із життя Адольфа Гітлера і його найближчого оточення. 1942 рік, час Другої світової війни. А Гітлер проводить його так, ніби він звичайна людина, яка просто спілкується з друзями, насолоджується часом зі своєю коханою, їсть і п'є. Ніби не його рішення вбивають тисячі людей у цей момент.

## Ролі
- Олена Руфанова — Єва Браун
- Леонід Мозговий — Адольф Гітлер
- Ірина Соколова (в титрах Леонід Сокол) — Йозеф Геббельс
- Олена Спирідонова — Магда Геббельс
- Володимир Богданов — Мартін Борман
- Лев Єлісєєв — мажордом
- Анатолій Шведерський — пастор
- Сергій Ражук — секретар
- Максим Сергеєв — ад'ютант
- Наталія Нікуленко — служниця
- Ілля Шакунов

## Знімальна група
- Режисер-постановник: Олександр Сокуров
- Сценарист: Юрій Арабов

німецька версія — Марина Коренєва
- Оператори: Олексій Федоров, Анатолій Родіонов
- Генеральний продюсер: Віктор Сергеєв
- Співпродюсер: Ріо Саїтані, Томас Куфус
- Художник-постановник: Сергій Коковкин
- Звукорежисери: Володимир Персов, Сергій Мошков
- Монтаж: Леда Семенова
- Художник по костюмах: Лідія Крюкова
- Художники по гриму: Катерина Бесчастна, Людмила Козинець, Жанна Родіонова
- Музичні композиції з твору Людвіга ван Бетховена, Густава Малера, Ріхарда Вагнера та архівних записів 1930-40 рр..

Виробництво «Ленфільм», Держкіно Росії, «Fusion Product» (Японія), «Zero Film» (ФРН) за участю «Flimboard Berlin/Brandenburg GmbH» (ФРН) та «Fondation Montecinemaverita» (Швейцарія).

## Нагороди та номінації
- Приз «За найкращий сценарій» Ю. Арабову (переклад на німецьку мову Марини Кореневої) на МКФ в Канні, Франція (1999).
- Гран-прі фільму, приз за найкращу жіночу роль Є. Руфановій, диплом гільдії кінознавців і кінокритиків СК Росії на X Відкритому російському МКФ «Кінотавр» в Сочі (1999).
- Лауреати національної премії кінокритиків і кінопреси «Золотий овен» (1999):
  - за найкращий сценарій — Ю. Арабов
  - за найкращу операторську роботу — А. Федоров і А. Родіонов
  - за найкращу чоловічу роль — Леонід Мозговий
  - за найкращу жіночу роль — Олена Руфанова.
- Приз за найкращу режисуру О. Сокурову і приз преси, приз за найкращу жіночу роль Є. Руфановій на МКФ «Віват, кіно Росії!» Віват, кіно Росії (1999).
- Приз за найкращу режисерську роботу на кінофестивалі в Кінгісеппі (2000).
- Фільм зайняв перше місце на рейтингу серед кінематографістів та журналістів на VII фестивалі російського кіно «Вікно в Європу» у Виборзі(1999).
- Гран-прі VII МКФ «Фестиваль фестивалів» О. Сокурову за фільм в Санкт-Петербурзі (1999).
- Приз за найкращу режисуру А. Сокурову і спеціальний диплом «За образотворчу культуру».
- Приз преси фільму на народному фестивалі «Нове кіно Росії» в Челябінську (2000).

## Цікаві факти
- Більшість сцен фільму зняті в існуючій в наші дні літньої високогірній резиденції Гітлера на горі Кельштайн — Кельштайнхаус («Орлине гніздо»), Берхтесгаден, Німеччина.
- Фільм висувався від Росії на премію американської кіноакадемії «Оскар», США (1999).
- Роль Геббельса зіграла жінка — актриса, народна артистка РРФСР Ірина Соколова. Але в титрах написано інше ім'я — Леонід Сокол.